# Casa Tyrell
(Motto della Casa Tyrell)
La Casa Tyrell è una delle otto grandi casate nobiliari facenti parte del mondo della saga fantasy Cronache del ghiaccio e del fuoco di George R. R. Martin.
I Tyrell sono i Protettori del Sud, che governano l'Altopiano dal castello di Alto Giardino (Highgarden nell'edizione originale). I bastardi nati nei domini a loro fedeli hanno come cognome Flowers. I membri della famiglia hanno tendenzialmente capelli castani mossi e occhi castani o nocciola.
Il loro stemma è una rosa dorata in campo verde erba.

## Storia
I Tyrell fanno risalire la loro discendenza per linea femminile da Garth Manoverde, giardiniere del re dei primi uomini nell'Età degli Eroi. Furono attendenti di Casa Gardener, la più antica casata regnante sull'Altopiano.
Quando l'ultimo re della Casa Gardener, Mern IX, venne ucciso sul Campo di Fuoco, il suo attendente Harlen Tyrell si arrese ad Aegon il Conquistatore, che gli assegnó il castello di Alto Giardino, l'Altopiano ed il titolo di Protettore del Sud.

## Albero genealogico
|                 |                |                |                |                |                |  |  |        |        |        |        |        |        |  |  | Luthor | Luthor | Luthor | Luthor | Luthor | Luthor |  |  | Olenna Redwyne    | Olenna Redwyne    | Olenna Redwyne    | Olenna Redwyne    | Olenna Redwyne    | Olenna Redwyne    |  |  |       |       |       |       |       |       |  |  |              |              |              |              |              |              |
|                 |                |                |                |                |                |  |  |        |        |        |        |        |        |  |  | Luthor | Luthor | Luthor | Luthor | Luthor | Luthor |  |  | Olenna Redwyne    | Olenna Redwyne    | Olenna Redwyne    | Olenna Redwyne    | Olenna Redwyne    | Olenna Redwyne    |  |  |       |       |       |       |       |       |  |  |              |              |              |              |              |              |
|                 |                |                |                |                |                |  |  |        |        |        |        |        |        |  |  |        |        |        |        |        |        |  |  |                   |                   |                   |                   |                   |                   |  |  |       |       |       |       |       |       |  |  |              |              |              |              |              |              |
|                 |                |                |                |                |                |  |  |        |        |        |        |        |        |  |  |        |        |        |        |        |        |  |  |                   |                   |                   |                   |                   |                   |  |  |       |       |       |       |       |       |  |  |              |              |              |              |              |              |
| Paxter Redwyne  | Paxter Redwyne | Paxter Redwyne | Paxter Redwyne | Paxter Redwyne | Paxter Redwyne |  |  | Mina   | Mina   | Mina   | Mina   | Mina   | Mina   |  |  | Mace   | Mace   | Mace   | Mace   | Mace   | Mace   |  |  | Alerie Hightower  | Alerie Hightower  | Alerie Hightower  | Alerie Hightower  | Alerie Hightower  | Alerie Hightower  |  |  | Janna | Janna | Janna | Janna | Janna | Janna |  |  | Jon Fossoway | Jon Fossoway | Jon Fossoway | Jon Fossoway | Jon Fossoway | Jon Fossoway |
| Paxter Redwyne  | Paxter Redwyne | Paxter Redwyne | Paxter Redwyne | Paxter Redwyne | Paxter Redwyne |  |  | Mina   | Mina   | Mina   | Mina   | Mina   | Mina   |  |  | Mace   | Mace   | Mace   | Mace   | Mace   | Mace   |  |  | Alerie Hightower  | Alerie Hightower  | Alerie Hightower  | Alerie Hightower  | Alerie Hightower  | Alerie Hightower  |  |  | Janna | Janna | Janna | Janna | Janna | Janna |  |  | Jon Fossoway | Jon Fossoway | Jon Fossoway | Jon Fossoway | Jon Fossoway | Jon Fossoway |
|                 |                |                |                |                |                |  |  |        |        |        |        |        |        |  |  |        |        |        |        |        |        |  |  |                   |                   |                   |                   |                   |                   |  |  |       |       |       |       |       |       |  |  |              |              |              |              |              |              |
|                 |                |                |                |                |                |  |  |        |        |        |        |        |        |  |  |        |        |        |        |        |        |  |  |                   |                   |                   |                   |                   |                   |  |  |       |       |       |       |       |       |  |  |              |              |              |              |              |              |
| Horas Redwyne   | Horas Redwyne  | Horas Redwyne  | Horas Redwyne  | Horas Redwyne  | Horas Redwyne  |  |  | Willas | Willas | Willas | Willas | Willas | Willas |  |  | Garlan | Garlan | Garlan | Garlan | Garlan | Garlan |  |  | Leonette Fossoway | Leonette Fossoway | Leonette Fossoway | Leonette Fossoway | Leonette Fossoway | Leonette Fossoway |  |  | Loras | Loras | Loras | Loras | Loras | Loras |  |  | Margaery     | Margaery     | Margaery     | Margaery     | Margaery     | Margaery     |
| Horas Redwyne   | Horas Redwyne  | Horas Redwyne  | Horas Redwyne  | Horas Redwyne  | Horas Redwyne  |  |  |        | Willas | Willas | Willas | Willas | Willas |  |  | Garlan | Garlan | Garlan | Garlan | Garlan | Garlan |  |  | Leonette Fossoway | Leonette Fossoway | Leonette Fossoway | Leonette Fossoway | Leonette Fossoway | Leonette Fossoway |  |  | Loras | Loras | Loras | Loras | Loras | Loras |  |  | Margaery     | Margaery     | Margaery     | Margaery     | Margaery     | Margaery     |
|                 |                |                |                |                |                |  |  |        |        |        |        |        |        |  |  |        |        |        |        |        |        |  |  |                   |                   |                   |                   |                   |                   |  |  |       |       |       |       |       |       |  |  |              |              |              |              |              |              |
| Hobber Redwyne  |                |                |                |                |                |  |  |        |        |        |        |        |        |  |  |        |        |        |        |        |        |  |  |                   |                   |                   |                   |                   |                   |  |  |       |       |       |       |       |       |  |  |              |              |              |              |              |              |
|                 |                |                |                |                |                |  |  |        |        |        |        |        |        |  |  |        |        |        |        |        |        |  |  |                   |                   |                   |                   |                   |                   |  |  |       |       |       |       |       |       |  |  |              |              |              |              |              |              |
|                 |                |                |                |                |                |  |  |        |        |        |        |        |        |  |  |        |        |        |        |        |        |  |  |                   |                   |                   |                   |                   |                   |  |  |       |       |       |       |       |       |  |  |              |              |              |              |              |              |
| Desmera Redwyne |                |                |                |                |                |  |  |        |        |        |        |        |        |  |  |        |        |        |        |        |        |  |  |                   |                   |                   |                   |                   |                   |  |  |       |       |       |       |       |       |  |  |              |              |              |              |              |              |
|                 |                |                |                |                |                |  |  |        |        |        |        |        |        |  |  |        |        |        |        |        |        |  |  |                   |                   |                   |                   |                   |                   |  |  |       |       |       |       |       |       |  |  |              |              |              |              |              |              |

## Membri della casata

### Mace Tyrell
Mace Tyrell è l'attuale Protettore del Sud ed il lord dell'Altopiano. Viene descritto come un uomo sovrappeso ed invecchiato prematuramente; per la sua obesità viene soprannominato "Fiore di Lardo" da Oberyn Martell. Mancando totalmente di capacità politiche e strategiche, viene spesso manovrato dalla madre Olenna, che ama appellarlo con il nome di "Lord Pesce Palla".
Allo scoppio della guerra dei Cinque Re, Mace giura fedeltà a re Renly Baratheon, cui dà in sposa la figlia Margaery e con il quale il figlio Loras intrattiene una relazione sentimentale; dopo la morte di Renly, Mace di Alto Giardino si allea con i Lannister e quindi con re Joffrey Baratheon, promettendo a quest'ultimo la mano di Margaery, ormai rimasta vedova. Durante i festeggiamenti di nozze, la morte di Joffrey viene verosimilmente causata (ad insaputa di Mace) dalla sua stessa madre, Olenna. Dopo quest'ulteriore vedovanza, Mace fa sposare Margaery al nuovo re di Casa Baratheon, il giovanissimo Tommen.
In seguito alla morte di lord Tywin Lannister, Mace avanza la sua candidatura a Primo Cavaliere, ma la regina Cersei cerca di liberarsene ordinandogli di conquistare Capo Tempesta. Con il signore di Alto Giardino lontano da Approdo del Re, la regina ordisce un complotto ai danni di Margaery. La giovane rosa viene accusata di adulterio e tradimento, creando una falsa ma impressionante linea di traditori. Le accuse si ritorcono però su Cersei, così entrambe le donne vengono incarcerate da parte dei membri del Culto dei Sette Dèi. Quando Mace viene a conoscenza della situazione della figlia, rompe l'assedio e torna nella capitale con tutto il suo esercito. Per placare l'ira della Casa Tyrell in seguito alle accuse che Cersei ha rivolto a Margaery, il nuovo reggente Kevan Lannister nomina Mace Primo Cavaliere del Re e ammette due dei suoi alfieri nel Concilio Ristretto.
Nella serie televisiva Il Trono di Spade, tratta dai romanzi, è interpretato da Roger Ashton-Griffiths e doppiato in italiano da Oliviero Dinelli.

### Willas Tyrell
Willas Tyrell è il figlio maggiore ed erede di Mace Tyrell, nonché fratello di Loras, Garlan e Margaery. Willas è rimasto storpio durante un torneo, scontrandosi alla lancia con Oberyn Martell. Nonostante l'incidente causi attrito tra la Casa Tyrell e la Casa Martell, Willas non serba rancore nei confronti di Oberyn, ma anzi comincia una fitta corrispondenza con il principe dorniano, con il quale condivide la passione per i cavalli. Dopo l'incidente, Willas si è dedicato agli studi ed all'allevamento degli animali.
Lady Olenna ha un'alta opinione di Willas, ritendendolo molto intelligente, a differenza di suo padre. Margaery lo descrive come un ragazzo gentile e colto, al quale è molto legata.
Durante la permanenza di lady Sansa Stark ad Approdo del Re, sua nonna Olenna propone un matrimonio fra Willas e lady Sansa. Il matrimonio non andrà in porto in quanto Sansa alla fine verrà costretta a sposare Tyrion Lannister.

### Garlan Tyrell
Garlan Tyrell, detto "Garlan il Galante" per il suo carattere cordiale e pacato, è il secondogenito di Mace Tyrell e Alerie Hightower. Ha ottenuto le terre della Casa Florent dopo che quest'ultima fu giudicata traditrice a causa del suo appoggio a re Stannis Baratheon. È molto abile nel combattimento, dando prova di saper affrontare, a detta del fratello, più avversari contemporaneamente.

### Loras Tyrell
È il terzogenito di Mace Tyrell; di bellissimo aspetto, viene soprannominato il "Cavaliere dei Fiori" per la sua galanteria e per l'abitudine di ornare cavallo ed armatura con decorazioni floreali. È considerato un campione nel giostrare con la lancia, tuttavia è anche un giovane permaloso che si offende facilmente davanti alle critiche o quando la sua abilità di cavaliere non viene riconosciuta. Sin dalla più giovane età, Loras viene cresciuto a Capo Tempesta e fa da paggio e da scudiero a Renly Baratheon, è probabilmente così che inizia la loro storia d’amore clandestina. Nonostante non sia di dominio pubblico, parecchi a corte sono a conoscenza della loro relazione proibita, a causa dei pettegolezzi che circolano.
Loras partecipa al torneo del Primo Cavaliere ed è il più giovane cavaliere a confrontarsi. Nel corso del torneo Loras sconfigge ser Gregor Clegane, ma dona la vittoria al di lui fratello Sandor, che lo salva dell'ira del fratello sconfitto. È presente nella sala del trono della Fortezza Rossa quando il Primo Cavaliere del re, lord Eddard Stark, condanna a morte ser Gregor. Loras chiede a lord Eddard che gli venga assegnato il compito di eseguire la sentenza, anche perché vorrebbe in questo modo vendicarsi per quanto accaduto al torneo del Primo Cavaliere, ma il lord di Grande Inverno preferisce assegnare il compito a una schiera di cavalieri e soldati comandati da lord Beric Dondarrion (Ned Stark sa bene che per quanto abile sia il Cavaliere dei Fiori, nulla potrebbe contro la Montagna che cavalca). Vistosi completamente escluso, Loras abbandona contrariato la sala del trono.
Quando Renly Baratheon, alla morte del fratello Robert, si autoproclama re, Loras lo appoggia, portandogli il supporto anche della sua famiglia ed offrendogli la mano di sua sorella Margaery. Renly lo proclama suo Primo Cavaliere e capo della sua guardia personale.
Quando l'ombra di Stannis Baratheon uccide Renly, Loras rimane sconvolto e dà la colpa di quanto avvenuto a Brienne di Tarth e a Catelyn Tully; Loras avrebbe ucciso entrambe se esse non fossero fuggite in tempo dal campo. Solo successivamente riconoscerà l'innocenza di Brienne.
In seguito entra a far parte della Guardia reale a diciassette anni. Stringe una forte amicizia con il piccolo re Tommen, che gli è molto affezionato. Quando gli Uomini di Ferro attaccano le Isole Scudo, mettendo in pericolo l'Altopiano, Loras chiede di essere mandato a Roccia del Drago, nel frattempo sotto assedio.
Il giorno stesso del suo arrivo, ordina l'assalto finale.
Lui stesso viene ferito più volte e ustionato gravemente dall'olio bollente lanciato dalle mura.
Nella serie televisiva Il Trono di Spade, tratta dai romanzi, è interpretato da Finn Jones e doppiato in italiano da Davide Perino.

### Margaery Tyrell
Figlia minore di Mace Tyrell, condivide la bellezza del fratello Loras; ha circa sedici anni all'inizio della saga, ed è una ragazza intelligente, scaltra ed esperta di politica. È descritta come una ragazza molto bella e graziosa, dai capelli castani ondulati e occhi da cerbiatta.
Rimasta vedova di Renly Baratheon, diventa la promessa sposa di re Joffrey. Dopo la morte di Joffrey, Margaery sposa al suo posto il suo fratellino e successore sul Trono di Spade, il piccolo Tommen, diventando perciò la nuova regina. Ella cercherà sempre di convincere Tommen a liberarsi dal ferreo controllo di sua madre Cersei, iniziando quindi una vera e propria guerra fredda tra le due regine; proprio per questo motivo, la regina madre Cersei ordirà un complotto per eliminarla, accusandola di adulterio. Accusa che però si rivela in parte infondata e che si ritorcerà contro chi l'ha formulata, provocando di conseguenza l'imprigionamento della stessa Cersei da parte del Credo Militante. Siccome le accuse rivolte a Margaery e alle sue cugine sono sempre più deboli, il Credo le rilascia fino al giorno del processo. Margaery chiede di essere giudicata dal Credo stesso, e non per singolar tenzone.
Nella serie televisiva Il Trono di Spade, tratta dai romanzi, è interpretata da Natalie Dormer e doppiata in italiano da Letizia Scifoni.

### Mina Tyrell
Sorella di lord Mace Tyrell e di lady Janna, Mina è la sposa di Paxter Redwyne, lord di Arbor. Ha tre figli: ser Horas, gemello di Hobber, chiamato ironicamente "ser Orrore"; ser Hobber, gemello di Horas, chiamato ironicamente "ser Fetore", e Desmera, una fanciulla di sedici anni.

### Janna Tyrell
Sorella di lord Mace Tyrell e di lady Mina, è la moglie di ser Jon Fossoway.

## Membri acquisiti

### Olenna Redwyne
Olenna Tyrell, nata Redwyne, è l'anziana madre di Mace Tyrell, sul quale esercita una grande influenza. È soprannominata la "Regina di spine".
Donna astuta ed intrigante, dotata di un sarcastico senso dell'umorismo, è tanto minuta nel fisico quanto autoritaria nel carattere. Si dimostra con Sansa Stark una donna cortese, ma determinata e curiosa. Quando la giovane Stark rivela la vera natura di Joffrey Baratheon, Olenna si accorda con Ditocorto per eliminare il re. È la responsabile dell'avvelenamento di Joffrey, nonostante suo figlio Mace sia totalmente estraneo all'inganno dell'intrigo e creda responsabile Tyrion Lannister. Dopo il matrimonio fra Tommen e Margaery, torna ad Alto Giardino con la nuora e il nipote Garlan.
Nella serie televisiva Il Trono di Spade, tratta dai romanzi, è interpretata da Diana Rigg e doppiata in italiano da Rita Savagnone.

### Alerie Hightower
Alerie Hightower è la moglie di Mace Tyrell, nonché membro della Casa Hightower di Vecchia Città. Viene descritta come una donna bellissima nonostante l'età, con i capelli scuri screziati d'argento.

## Membri storici della casata
- Alester Tyrell: fondatore della Casa; un cavaliere Andalo e spada giurata di re Gwayne V Gardener.
- Gareth Tyrell: secondogenito di ser Alester.
- Leo Tyrell: figlio di Gareth.
- Osmund Tyrell: Alto Attendente di re Garth X Gardener.
- Robert Tyrell: figlio di ser Osmund, Alto Attendente di re Mern VI Gardener.
- Lorent Tyrell: figlio di ser Robert, successivo Alto Attendente di re Mern VI Gardener.
- Harlen Tyrell: primo Tyrell lord di Alto Giardino.
- Theo Tyrell: figlio ed erede di lord Harlen.
- Matthos Tyrell: lord di Alto Giardino durante il Gran Concilio del 101 D.C.
- Lyonel Tyrell: lord di Alto Giardino durante la Danza dei Draghi e uno dei principali sostenitori di re Daeron I Targaryen durante la Conquista di Dorne.
- Leo Tyrell Lungaspina: un impareggiabile giostratore che partecipò al Torneo di Ashford; fu lord di Alto Giardino durante i regni di Daeron II Targaryen e Aerys I Targaryen.
- Luthor Tyrell: marito di Olenna e padre di Mace Tyrell, caduto da una scogliera durante una battuta di caccia col falcone.

## Casate fedeli
- Ambrose. Il loro motto è "Mai a riposo". Il suo stemma rappresenta un seminato di formiche rosse su sfondo dorato
- Ashford di Ashford. Il loro motto è "Il nostro sole splende luminoso".
- Beesbury di Arnia del Miele. Il loro motto è "Temete il nostro pungiglione".
- La volpe dei FlorentBlackbar di Bandallon.

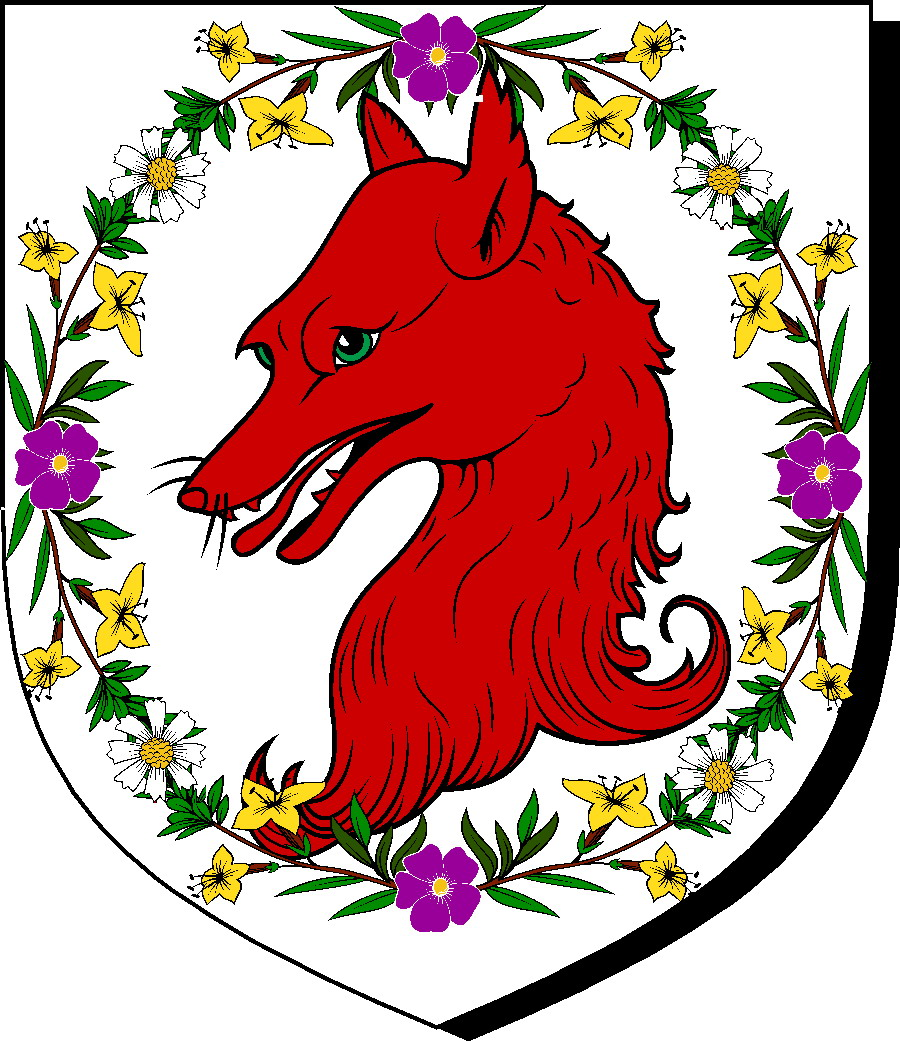
La volpe dei Florent

- Bulwer di Corona Nera. Il loro motto è "Death before Disgrace".
- Caswell di Ponte Amaro. Lo stendardo rappresenta un centauro dorato con arco su sfondo bianco. Oltre al titolo di lord di Ponte Amaro, i Caswell detengono anche il titolo di "difensore dei guadi".
- Costayne di Tre Torri.
- Crane di Lago Rosso.
- Cuy di Casa del Girasole.
- Florent della Fortezza di Acqua Chiara. I Florent, come i Tyrell, sostengono di discendere dall'ormai estinta Casa Gardener, i precedenti Re dell'Altopiano. I Florent hanno una linea di discendenza più nobile e ribadiscono che Alto Giardino dovrebbe, per diritto, spettare a loro. Il suo stemma rappresenta una volpe rossa circondata da fiori color lapislazzuli. I membri di questa casata sono famosi per avere le orecchie grandi.
- Fossoway di Sala dei Cedri. Il loro motto è "Un assaggio di gloria".
- L'Alta Torre di Vecchia Città, sigillo di Casa HightowerFossoway di New Barrel.

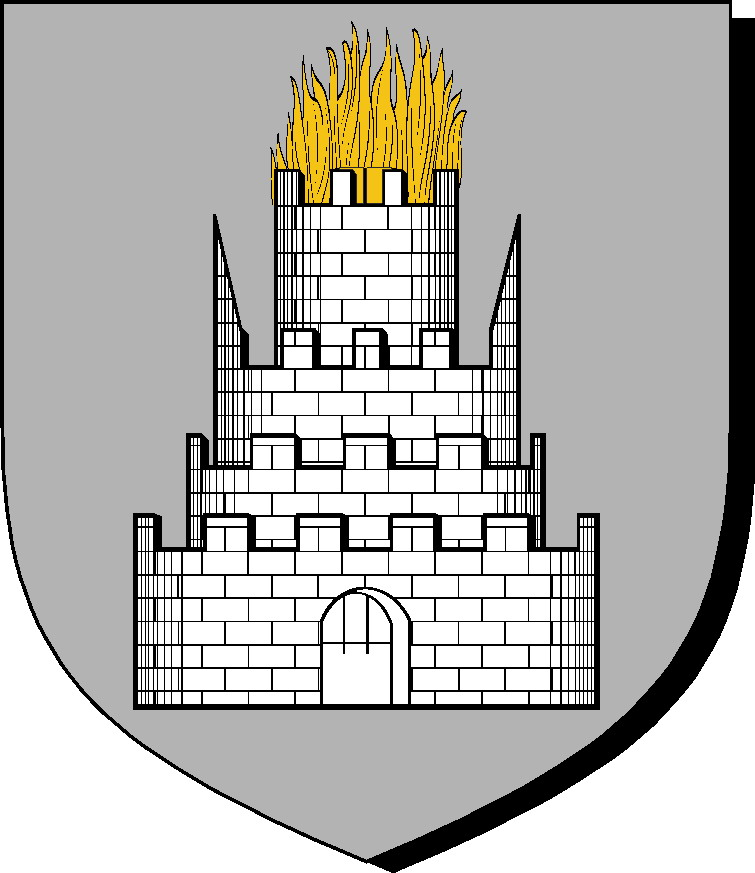
L'Alta Torre di Vecchia Città, sigillo di Casa Hightower

- Graceford di Holyhall. Il loro motto è "Work her Hill".
- Hightower di Vecchia Città, è una delle principali casate dell'Altopiano, nonché una delle più antiche di Westeros. Possiede una ricchezza paragonabile alla Casa Lannister e il loro stemma è un faro bianco con sopra una fiamma. Il loro motto è "Noi illuminiamo la via".
- Merryweather di Lunga Tavola. Il suo seggio, Lunga Tavola, si trova sul punto di confluenza dei fiumi Blueburn e Mander. Un tempo i Merryweather erano una casata ricca e potente, mentre ora sono in decadenza. Il loro stemma rappresenta una cornucopia dorata dalla quale fuoriescono frutta e verdura (mele, carote, prugne, cipolle, asparagi, rape e altri frutti di vari colori) su sfondo bianco e bordo d'oro. Il motto è "Ammirate la nostra abbondanza".
- Mullendore di Regioni Montagnose.
- Norcross.
- Oakheart di Vecchia Quercia. È una delle famiglie nobili della regione che possono far risalire le loro origini a Garth Manoverde. Come parte attiva della secolare rivalità tra l'Altopiano e Dorne, gli Oakheart hanno combattuto molto spesso i dorniani. Lo stendardo rappresenta tre foglie di quercia verdi su sfondo giallo e il loro motto è "Le nostre radici sono profonde".
- Peake.
- Redwyne di Arbor. I Redwyne sono una Casa potente con legami molto solidi con i Tyrell, la cui flotta compone gran parte della forza navale della regione, con 200 navi da guerra e cinque volte tanti vascelli mercantili. Il loro stemma rappresenta un grappolo d'uva rosso su sfondo blu, che simboleggia i celebri vini di Arbor. Il motto è sconosciuto. I membri di questa casa tendono ad avere i capelli rossi e le lentiggini.
- Rowan di Boschetto Dorato.
- Tarly: Casa Tarly di Collina del Corno è una delle più potenti case vassalli che hanno giurato fedeltà alla Casa Tyrell di Alto Giardino. Le loro terre sono nel sud-ovest dell'Altopiano e la loro roccaforte è un castello conosciuto come Collina del Corno e il capo della casa è il Lord di Collina del Corno. Il loro simbolo è un arciere, rosso sul verde. Il loro motto è "Primi in battaglia".
- Varner.
- Vyrwel di Darkdell.